# Кочубей, Василий Васильевич (1892)

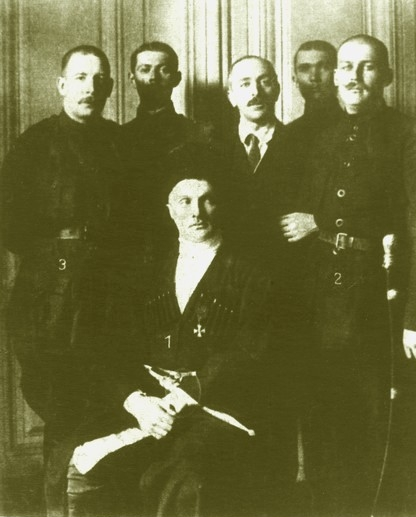
Василий Кочубей (крайний слева) с гетманом Скоропадским

Васи́лий Васи́льевич Кочубе́й (10 марта 1892 — 14 марта 1971) — офицер Кавалергардского полка, в 1918 году — личный адъютант гетмана Скоропадского.

## Биография
Из нетитулованной ветви рода Кочубеев, которая владела усадьбой Згуровка. Сын глуховского уездного предводителя дворянства, камергера Василия Петровича Кочубея и жены его Варвары Васильевны Кочубей. Внук П. А. Кочубея (по отцу), племянник Л. В. Кочубея .
Учился в Вене и Санкт-Петербурге, затем окончил Царскосельское реальное училище. В 1911 году поступил вольноопределяющимся в 3-й эскадрон Кавалергардского полка. В следующем году выдержал офицерский экзамен при Николаевском кавалерийском училище и был произведен корнетом.
В Первую мировую войну вступил с Кавалергардским полком. В 1916 году был произведен в поручики, а затем в штабс-ротмистры. По окончании подготовительных курсов Николаевской военной академии, 26 января 1917 года назначен старшим адъютантом в штаб 34-го армейского корпуса, которым командовал генерал-лейтенант Скоропадский. На съезде Вольного казачества 16-20 октября 1917 года был избран генеральным писарем (начальником штаба) при атамане П. П. Скоропадском. В декабре 1917 года был уволен от службы.
Весной 1918 года активно участвовал в гетманском перевороте, после чего был зачислен на службу в армию Украинской державы, назначен личным адъютантом гетмана Скоропадского и произведен в полковники. В августе того же года в качестве секретаря сопровождал председателя Совета министров Лизогуба и товарища министра внутренних дел Палтова во время их поездки в Берлин по вопросам Крыма и флота.
В эмиграции в Германии. Сотрудничал в журналах «Часовой» и «Военная Быль». В последнем поместил ряд статей о быте Кавалергардского полка, его сражениях в Первую мировую войну и генерале Скоропадском. Скончался в 1971 году в Нейффене (ФРГ).
Жена — София Казимировна Остророг (Sophia Maria Alexandra Ostrorog-Sadkowska), представительница одного из древнейших родов Польши. В 1922 году у супругов родилась дочь Варвара, в замужестве Шубская, которая после войны проживала во Флориде.